# Плаза (отель, Буэнос-Айрес)
Оте́ль «Пла́за» (исп. Plaza Hotel) — пятизвёздочная гостиница в Буэнос-Айресе, основанная в 1909 году. Является историческим памятником и первым небоскрёбом Буэнос-Айреса. Расположен в районе Ретиро. Имеет выход к исторической площади Сан-Мартина. Расположен на улице Флорида, известной своими магазинами и бутиками.

## История

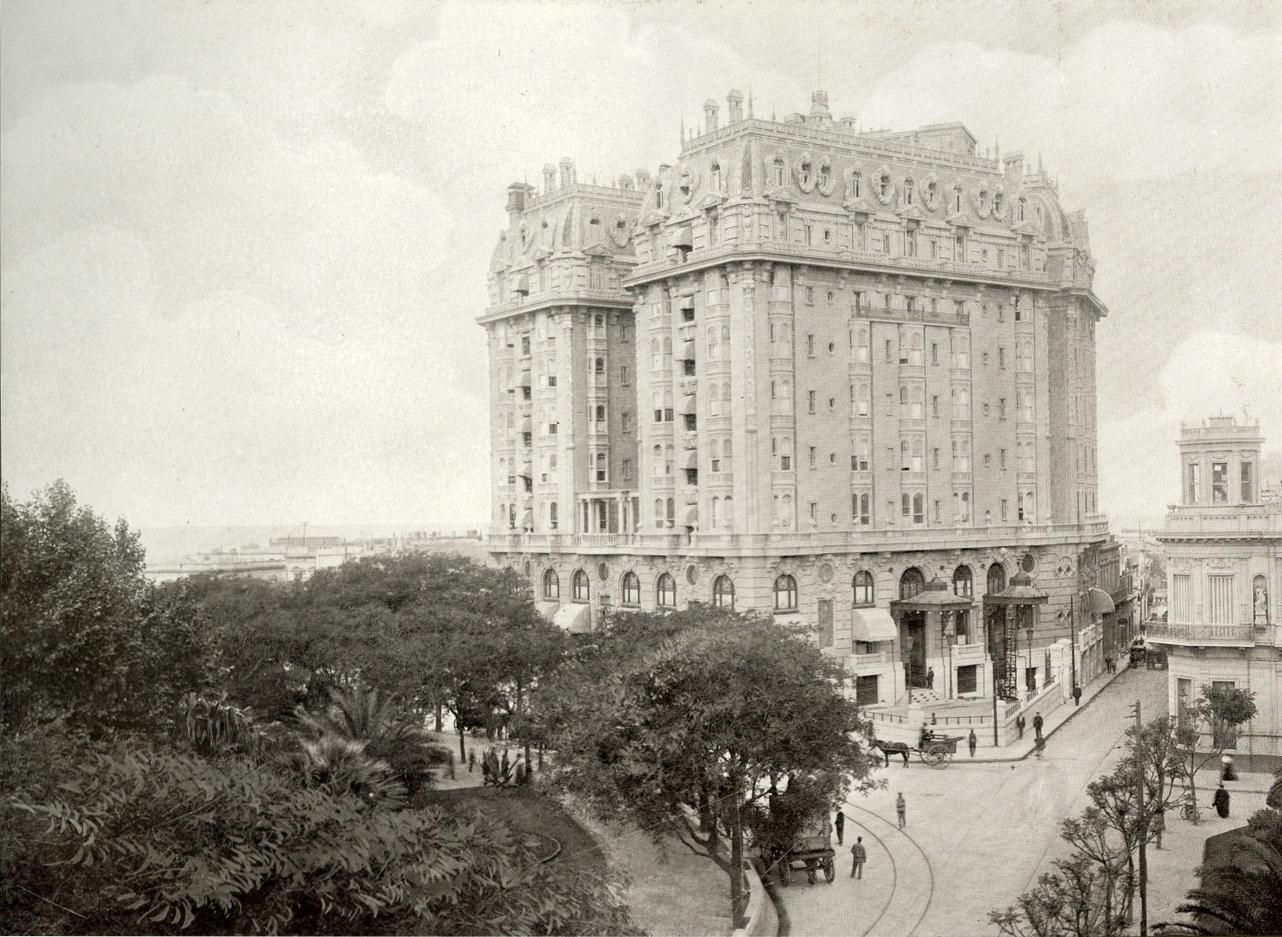
Отель в 1910-х годах

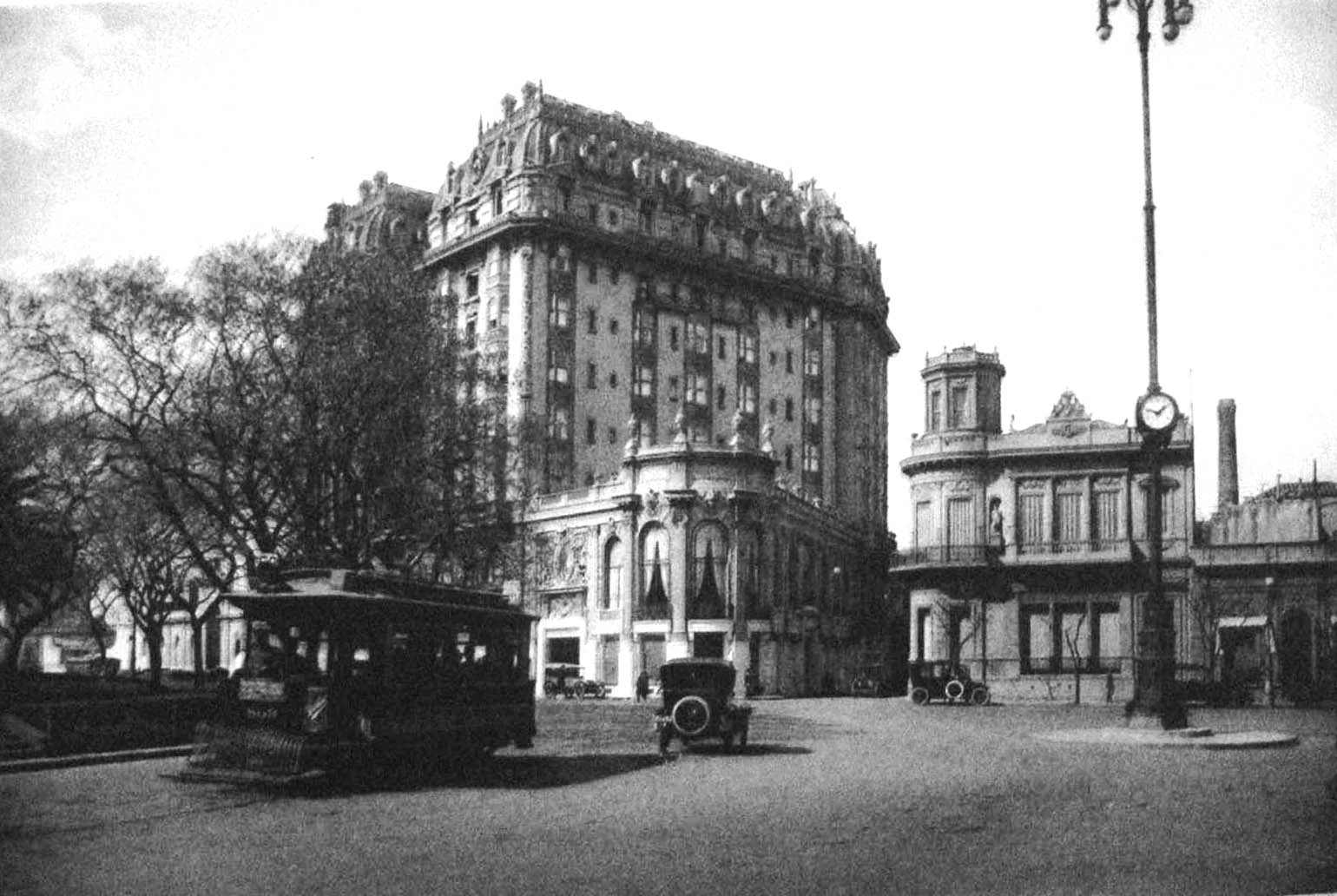
Отель в 1920-х годах

Отель «Плаза» строился в 1907—1909 годах по заказу предпринимателя Эрнесто Торнкуиста и по проекту немецкого архитектора Альфреда Цукера. Открытие состоялось 15 июня 1909 года. На церемонии присутствовали аргентинские чиновники и бизнесмены, в том числе президент Хосе Фигероа Алькорта. Отель быстро получил международное признание и считался первым роскошным отелем в Южной Америки. Он имел все удобства, редкие для той эпохи, в частности телефон, лифты фирмы Otis, горячую и холодную воду, гардеробные комнаты, сад на крыше, пневмопочта, эскалатор, центральное отопление. На момент открытия в нём было 160 обычных номеров и 16 «люксов».
Отель был построен на месте угольного склада. К тому времени он был самым высоким зданием в Буэнос-Айресе и единственным, который имел более 9 этажей.
В 1913 году архитекторы Хире и Молина Свити достроили подъезд к отелю, там сейчас находится главный вход. В 1934 году «Плаза» был перестроен, в результате чего он потерял значительное количество отделки фасадов и комнат и приобрел вид в стиле популярного тогда арт-деко. В 1942 и 1948 годах были достроены два новых крыла отеля, которые значительно отличались по стилю от оригинального здания. В 1977, за год до чемпионата мира в Аргентине, отель снова был перестроен под руководством архитекторов Клоринды Теста и Эктора Лакарра, чтобы увеличить количество мест в нём до 325.
Остальные перестройки в отеле были сделаны в 1995 и 2003 годах.
Современным владельцем гостиницы является компания «Marriott International» в Буэнос-Айресе и поэтому его первоначальное название «Плаза» было изменено на «Марриот Плаза». Отель состоит из 9 жилых этажей и одного служебного, имеет 270 комнат и 48 номеров. Общая площадь более 13500 м². Отель также предлагает услуги столовой, прачечной, фитнес-центра, обслуживание номеров, бассейн, парикмахерская, салон красоты, есть номера для некурящих, а также приспособления для инвалидных колясок, конференц-зал. Действует прокат автомобилей 24 часа в сутки — это так называемый «лимузин-сервис». К услугам клиентов: няня, консьерж, вечерние швейные услуги, обмен валют вблизи, хозяйственные услуги, доставка прессы по желанию, газеты в холле, аренда сейфов, стоек, услуги химчистки.
В 2013 году отель вернул прежнее название — «Плаза».

## Знаменитые гости
В разное время в отеле останавливались:
- Андре Агасси
- Нил Армстронг
- Бьорн Борг
- Чарльз Бронсон
- Шарль де Голль
- Рок Хадсон
- Хуан Карлос I
- Хулиан Мариас
- Хосе Ортега-и-Гассет
- Эдит Пиаф
- Альберт Сэбин
- Королева София Испанская
- Рабиндранат Тагор
- Артуро Тосканини
- Нельсон Пике
- Рафаэль
- Лучано Паваротти
- Луи Армстронг
- Уолт Дисней
- Софи Лорен
- Катрин Денёв
- Энрико Карузо
- Джоан Кроуфорд
- Индира Ганди
- Фарах Пехлеви
- Теодор Рузвельт